# 5067 Occidental
5067 Occidental (1990 OX) là một tiểu hành tinh vành đai chính được phát hiện ngày 19 tháng 7 năm 1990 bởi E. F. Helin ở Palomar.